# Blindia grimmiacea
Blindia grimmiacea là một loài rêu trong họ Seligeriaceae. Loài này được Müll. Hal. mô tả khoa học đầu tiên năm 1890.